# Furcraea stratiotes
Furcraea stratiotes là một loài thực vật có hoa trong họ Măng tây. Loài này được Petersen mô tả khoa học đầu tiên năm 1922.